# Andenne
Andenne ist eine Stadt in der Provinz Namur im wallonischen Teil Belgiens. Sie liegt an der Maas zwischen Namur im Westen und Lüttich im Osten.
Der Bahnhof Andenne wird täglich von ca. 130 Zügen frequentiert. Es existieren unter anderem Verbindungen nach Lille (über Namur und Charleroi), Brüssel (über Namur) und Liers (über Lüttich). Die Stadt Andenne besteht aus den zehn Stadtteilen Andenne, Bonneville, Coutisse, Landenne, Maizeret, Namêche, Sclayn, Seilles, Thon und Vezin.

## Geschichte
Bei Samson im Ortsteil Thon (etwa 7 km westlich des Ortsteils Andenne) befand sich eine spätrömische Höhenbefestigung. Östlich davon wurde ein Gräberfeld aus dem späten 4. bis zum mittleren 6. Jahrhundert freigelegt. Zahlreiche Gräber enthielten Waffen.
Der Ort Andenne entstand um die von Begga, der Tochter Pippins des Älteren angeblich zwischen 690 und 692 gegründeten Abtei. Eine Gründungsurkunde existiert allerdings nicht. Trotzdem wurde 1992 hier eine 1300-Jahr-Feier begangen, zu der die belgische Post sogar eine Sonderbriefmarke herausgab (Michel Nr. 2522). Für die Quellensammlung "Regnum Francorum online" beginnt die schriftlich überlieferte Geschichte Andennes mit seiner Erwähnung als Andana im Meerssener Teilungsvertrag von 870.
Im Ersten Weltkrieg war Andenne im August 1914 Schauplatz einer Massenhinrichtung von belgischen Einwohnern durch das deutsche Militär. Zusammen mit dem benachbarten Ort Seilles belief sich die Zahl der Opfer hier auf 262.
Die Maasbrücke Sclayn war die erste Spannbetonbrücke Belgiens und hatte den ersten vorgespannten Durchlaufträger. Der Asteroid des mittleren Hauptgürtels (2788) Andenne ist nach der Stadt benannt.

## Politik
Der Gemeinderat (Conseil Communal) von Andenne hatte bis 2006 27 Mitglieder, seit 2012 sind es 29, aus ihm heraus wird das Collège mit dem Bürgermeister und sechs Schöffen (Echevins) gebildet.
Städtepartnerschaften
Andenne hat mit drei Städten eine Partnerschaft geschlossen: 1956 mit Chauny in der Picardie (Frankreich), 1990 mit Bergheim  in Nordrhein-Westfalen (Deutschland) und 2005 mit Mottafollone in Kalabrien (Italien). Bereits seit 1975 ist Andenne mit Bergheim und Chauny durch die Gruppe „A.B.C. International“ verbunden, die z. B. Bürgertreffen zum Karneval von Andenne, dem Frühlingsfest von Chauny und dem Karneval in Bergheim und einen Schüleraustausch organisierte. Eine Folgeerscheinung mit Tradition ist das ABC-Sportfest, das im jährlichen Wechsel in einer der drei Partnerstädte stattfindet.

## Sehenswürdigkeiten
- Die Stiftskirche St. Begga wurde 1764 bis 1778 nach Plänen des Architekten Laurent-Benoît Dewez erbaut. Das Baumaterial stammte aus dem Abbruch von sieben Kirchen, die wegen Baufälligkeit im Verlauf des 18. Jahrhunderts abgebrochen wurden.
- Das Keramikmuseum der Stadt zeigt Keramikarbeiten von der gallo-römischen Zeit bis heute.
- Die Grotte Scladina im Ortsteil Sclayn.

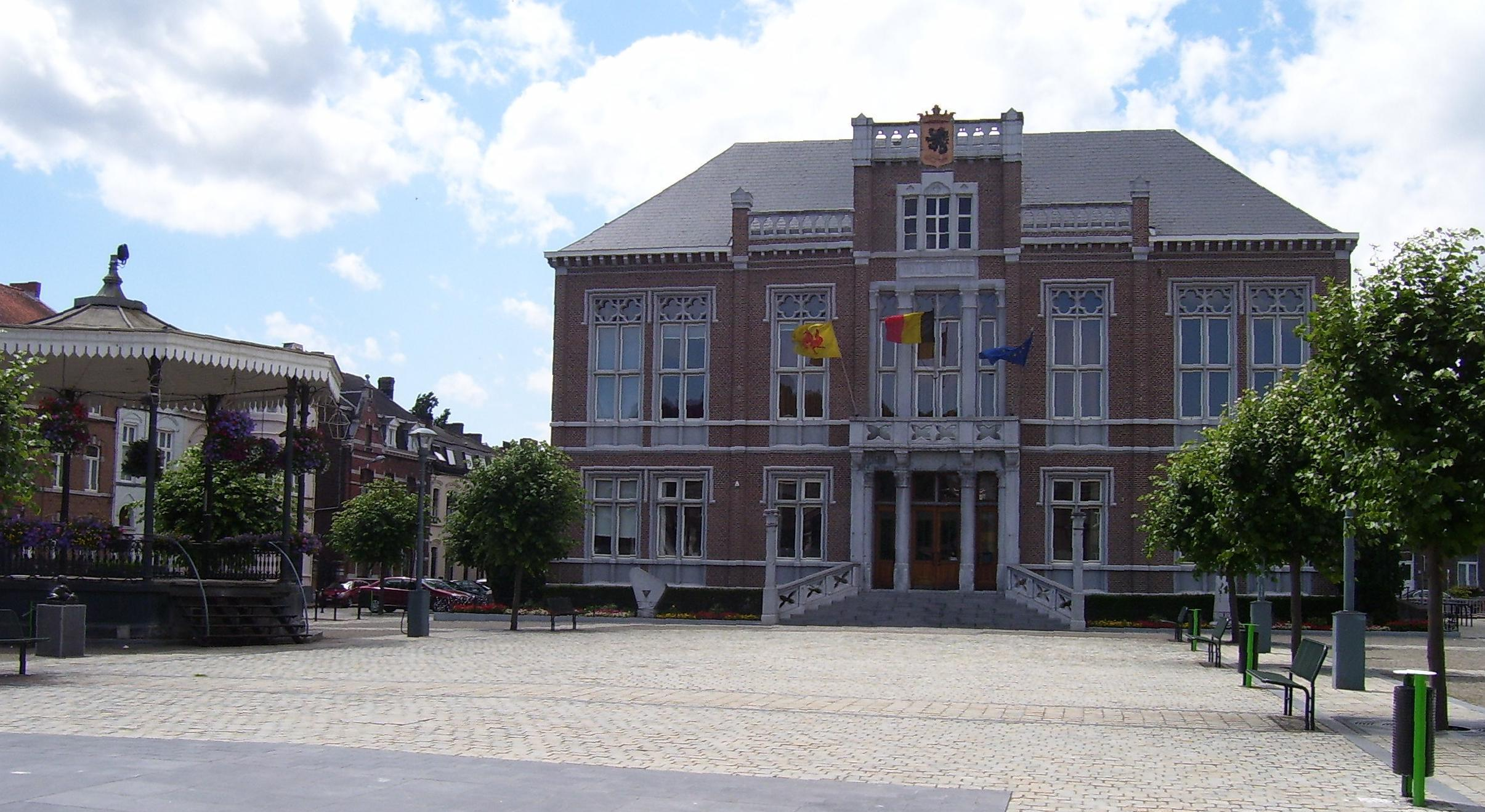
Rathaus von Andenne
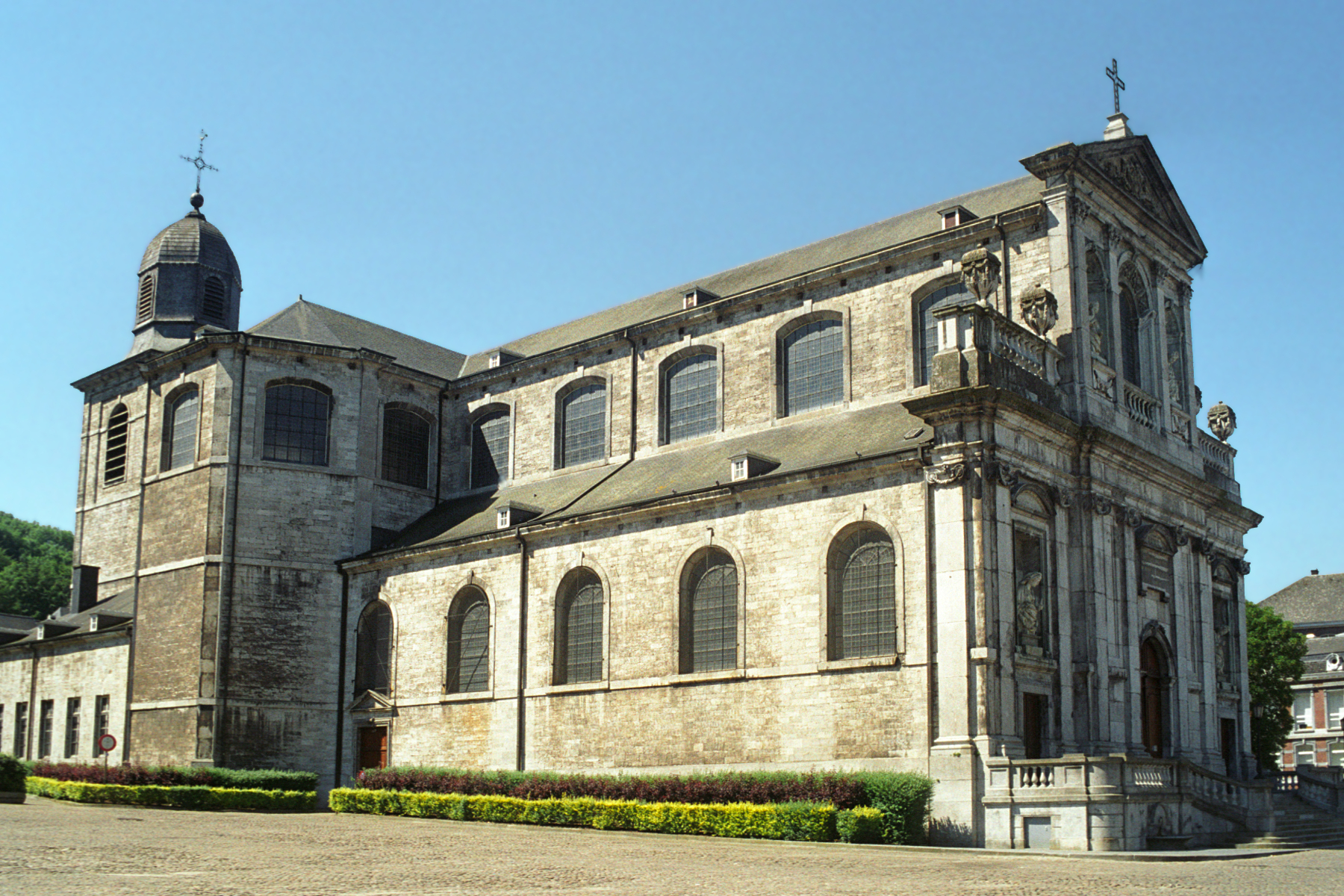
Andenne, Stiftskirche St. Begga
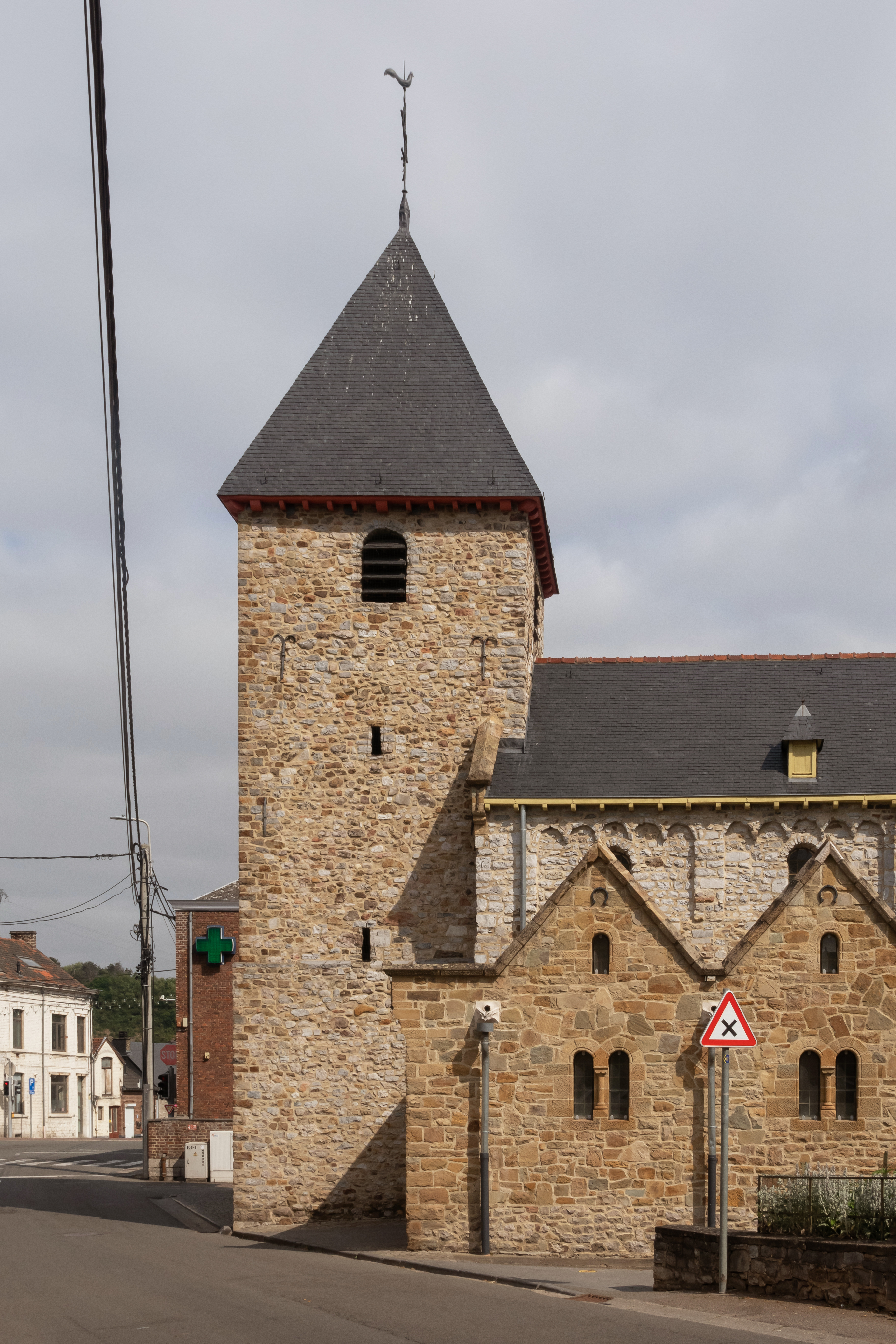
Andenelle, Kirche: l'église Saint-Pierre
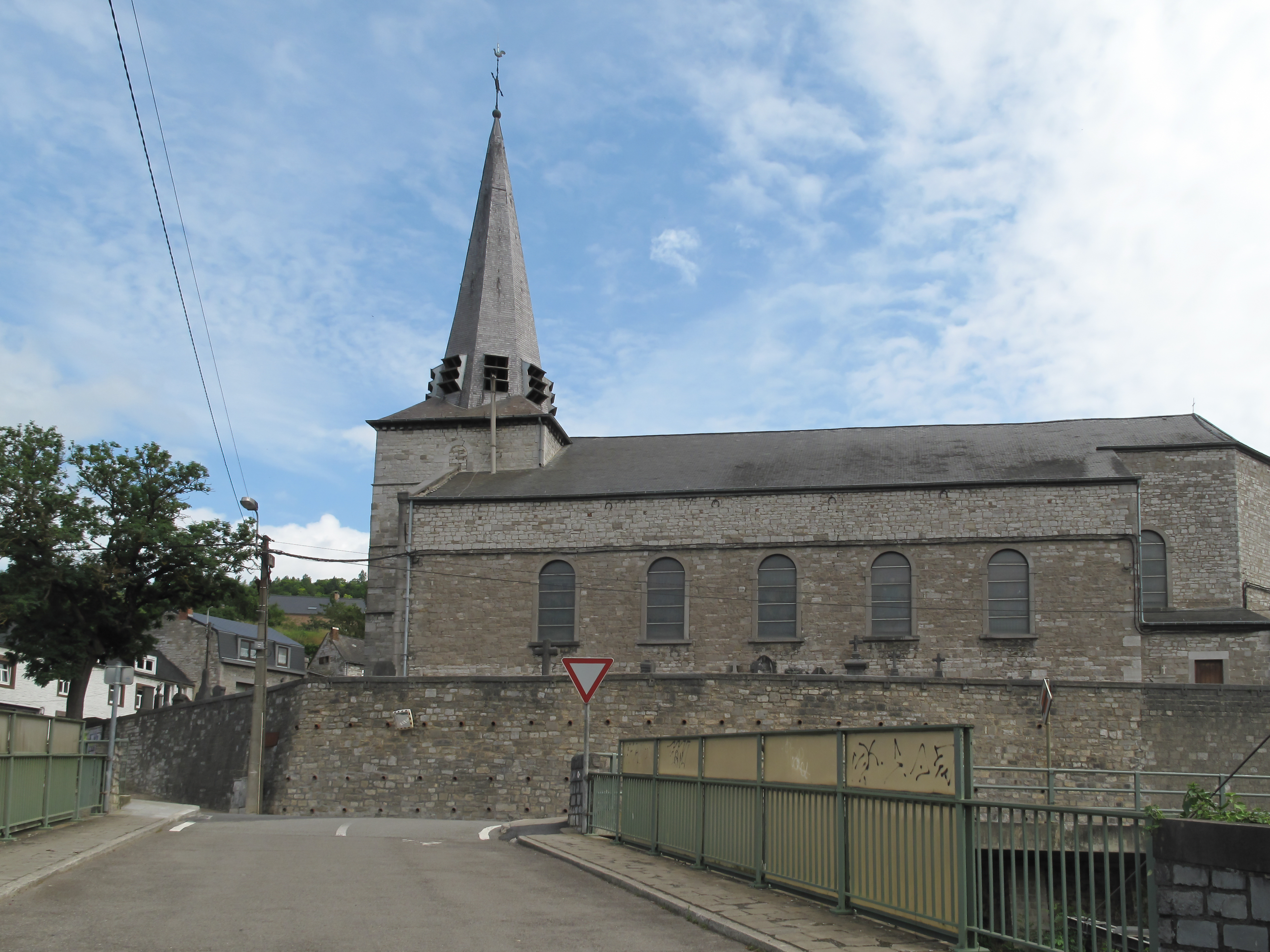
Namêche, Kirche Notre-Dame
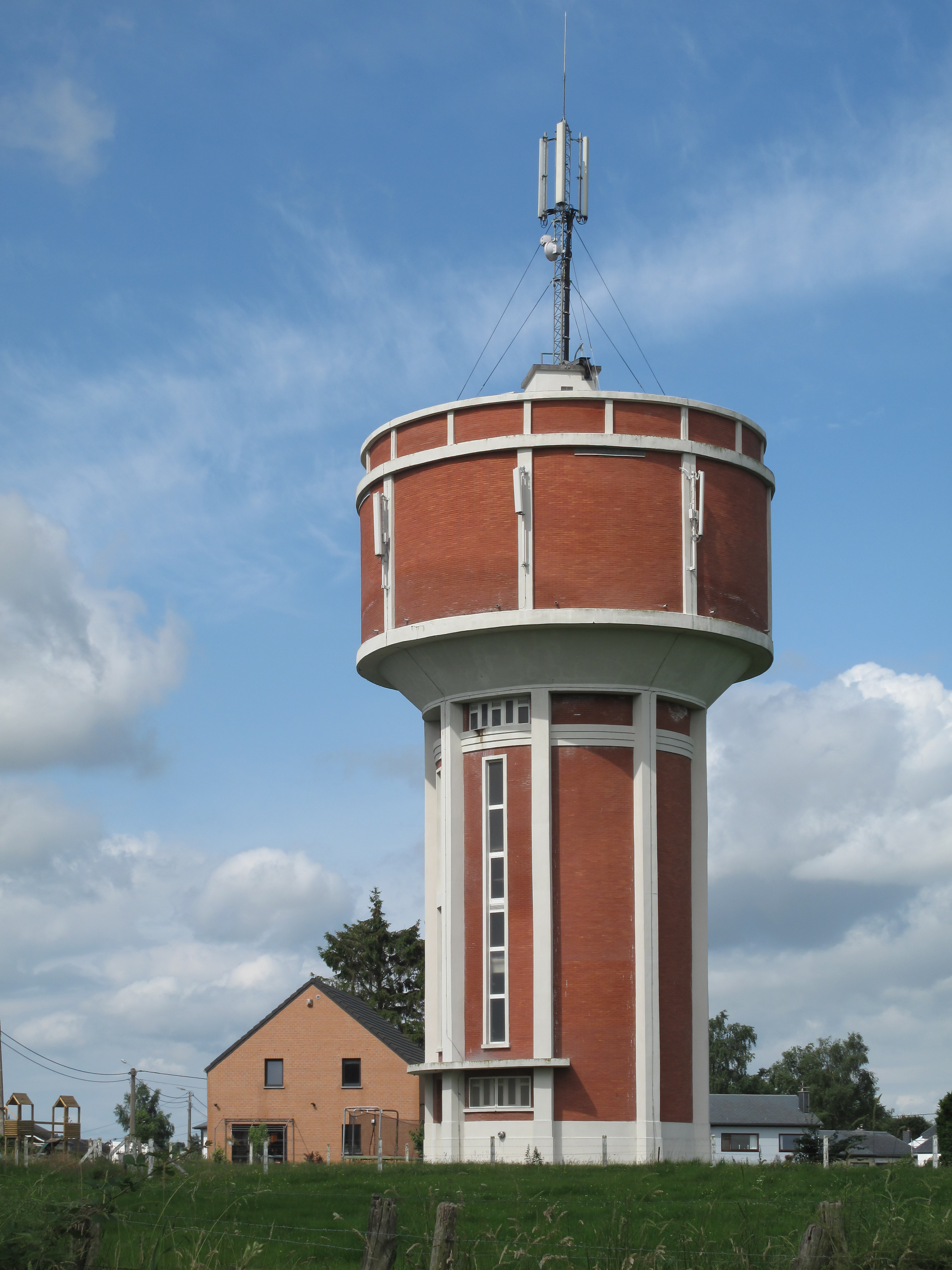
Vezin, Wasserturm
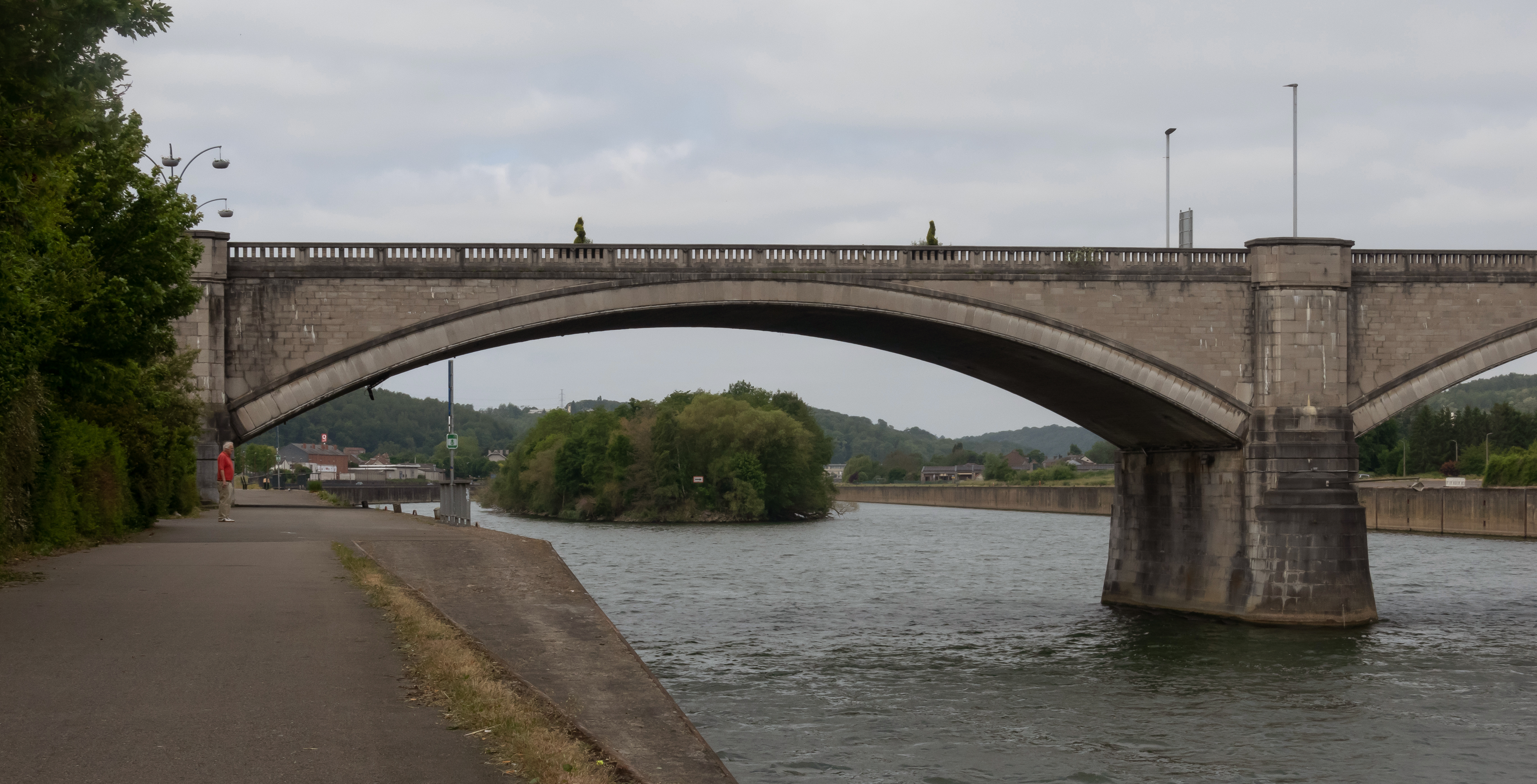
Brücke: Pont d'Andenne

## Söhne und Töchter der Stadt
- Julien Joseph Leplat (1889–1944), römisch-katholischer Geistlicher und Märtyrer
- Christian Kellens (1925–2019), Jazzmusiker
- Fats Sadi (1927–2009), Jazzmusiker, Sänger und Komponist
- Edouard Aidans (1930–2018), Comiczeichner und -autor
- Marie-Louise Dreier (* 1936), Dichterin